# Vel'in
Vel'in est le système de vélos en libre-service de Calais disponible depuis le 17 juillet 2010. Il est géré par Calais Opale Bus (Sitac). Le service Vel'in propose 260 vélos répartis sur 74 stations.